# Mona Lohmann
Mona Lohmann (* 22. Februar 1992) ist eine deutsche Fußballspielerin.

## Karriere
Lohmann wechselte im Sommer 2008 vom VfR Engen zum SC Freiburg, wo sie zunächst ein Jahr für die B-Juniorinnen spielte. Seit der Saison 2009/10 gehörte sie dem Kader von Freiburgs zweiter Mannschaft an, mit der sie 2010 in der Regionalliga Süd aufstieg. Seit 2010 war sie Teil des Bundesliga-Teams, kam daneben jedoch weiterhin zu Einsätzen in der Regionalliga-Mannschaft. Am 2. Mai 2010 gab Lohmann bei der 0:5-Niederlage gegen den FCR 2001 Duisburg ihr Bundesligadebüt für die Freiburgerinnen, mit denen sie kurz darauf allerdings in die zweite Bundesliga abstieg. Nur ein Jahr später gelang ihr mit den Freiburgerinnen als Meister der 2. Bundesliga Süd jedoch der direkte Wiederaufstieg in die Bundesliga. Im Sommer 2014 verließ sie Freiburg und wechselte zum Schweizer Nationalligisten FC Neunkirch, für den sie bis Februar 2015 in 14 Liga- sowie zwei Pokalpartien zum Einsatz kam und dabei sieben Tore erzielte.
In der Saison 2015 stand sie bei Amazon Grimstad FK unter Vertrag und bestritt für diesen 21 von 22 Saisonspielen in der Toppserien, wobei ihr ein Treffer gelang. Nach dem Abstieg Grimstads kehrte sie im Januar 2016 nach Deutschland zurück und unterschrieb einen Vertrag bei Werder Bremen, verließ sie die Hansestadt im Sommer 2016 jedoch wieder und wechselte zum Aufsteiger Borussia Mönchengladbach.

### Erfolge
- Bundesliga-Aufstieg 2011 im Frauenfußball mit dem SC Freiburg

### Persönliches
Sie ist seit dem Sommer 2023 mit der irischen Fußballspielerin Diane Caldwell verheiratet.